# Skalpell

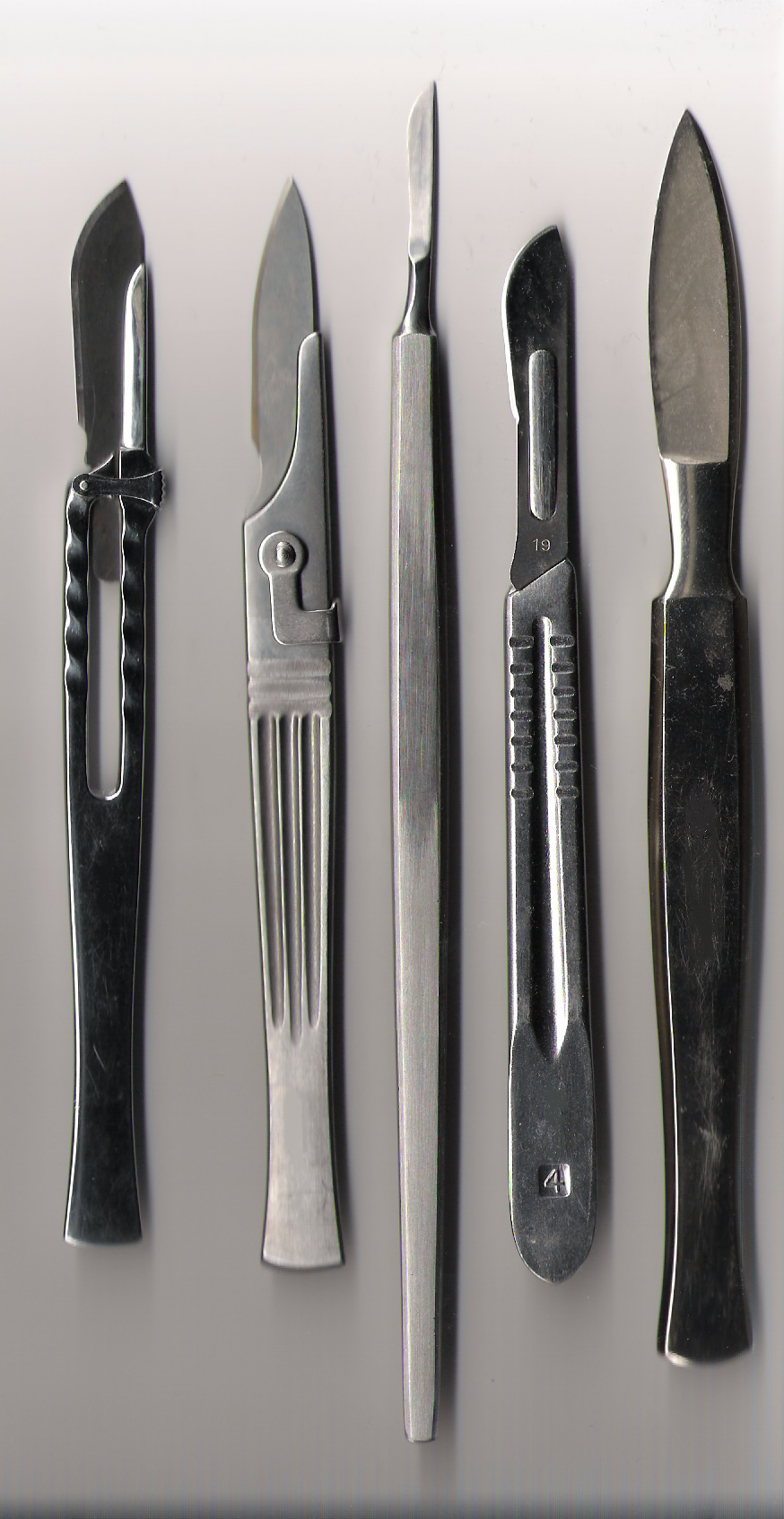
Skalpelle verschiedener Hersteller mit wechselbarer (1., 2. und 4. von links) und fester Klinge (die anderen)

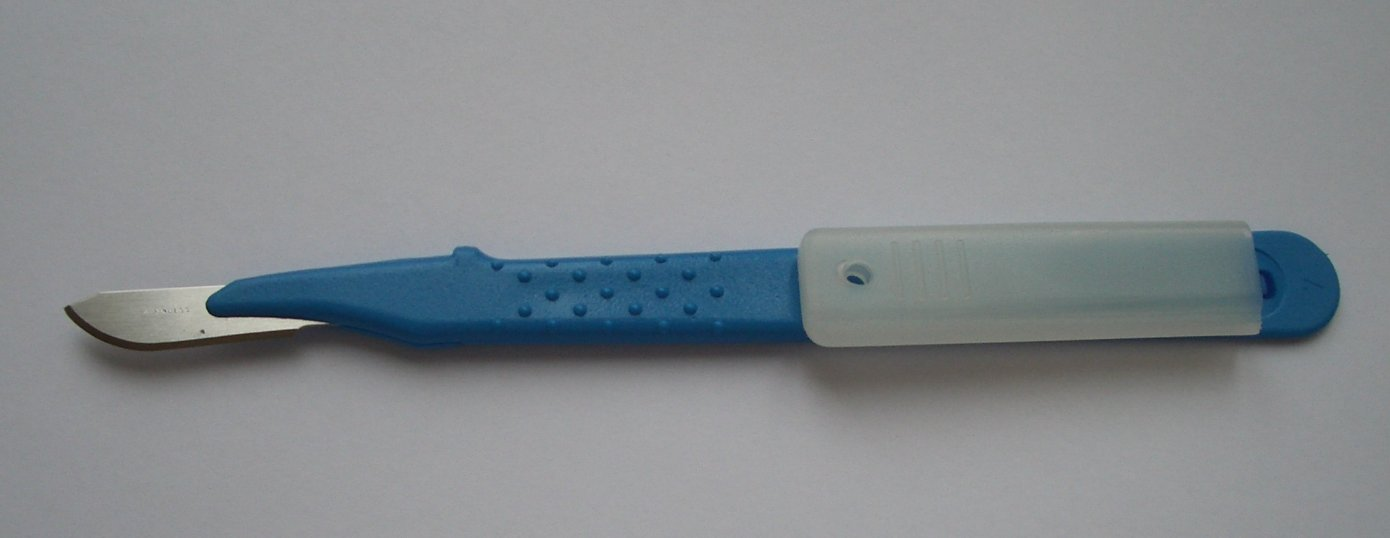
Einmalskalpell #10, feste Klinge

Ein Skalpell (von lateinisch scalpellum‚ Lanzette der Ärzte‘, Diminutiv von scalprum ‚Schnitzmesser‘, ‚Meißel‘) ist ein chirurgisches Instrument zum scharfen Durchtrennen von Geweben. Während früher – damals durchwegs einteilige – Skalpelle nach Reinigung, eventuellem Nachschleifen und Sterilisation – ähnlich wie früher auch Spritzen- und Nähnadeln – wiederverwendet wurden, finden heute durchwegs Einmal-Klingen Verwendung. Dabei wird der massive Skalpellgriff oftmals wiederverwendet und dafür eine neue Skalpellklinge angesteckt.
Auch während einer Operation erfolgt gelegentlich ein Wechsel der Klinge, da diese bereits nach wenigen Schnitten stumpf werden kann und bei weiterer Verwendung das Gewebe stärker verletzen würde, anstatt es glatt durchzutrennen.

## Verwendung
Heute wird das Skalpell hauptsächlich für den Hautschnitt einer Operation verwendet. In weiterer Folge wird vor allem mit dem Elektrokauter (Vorteile durch gleichzeitige Blutstillung) sowie stumpfen Präparationsinstrumenten (Schere, Pinzette etc.) weitergearbeitet. Verwendete Einmal-Skalpelle tragen eine potentielle Infektionsgefahr durch die Möglichkeit von Stichverletzungen mit sich und sind daher nach Gebrauch in einer Abwurfbox fachgerecht zu entsorgen. Auch beim Wechseln von Klingen oder dem Entfernen vom Griff sollte möglichst sicher gearbeitet und die Klinge mit den Fingern selbst nicht angefasst werden. Zum sicheren Wechseln ist besonders ein Nadelhalter nach Hegar geeignet, mit dem man sicher die Klinge greifen kann und das Verletzungs- und Infektionsrisiko minimiert. Skalpellverletzungen machen 7–8 % aller durch scharfe Gegenstände verursachten Körperschäden aus.
Das Skalpell ist neben der Pinzette das wichtigste Instrument bei der Präparation von Leichen im Rahmen der anatomischen Ausbildung in den ersten Semestern des Medizinstudiums (Präparierkurs).

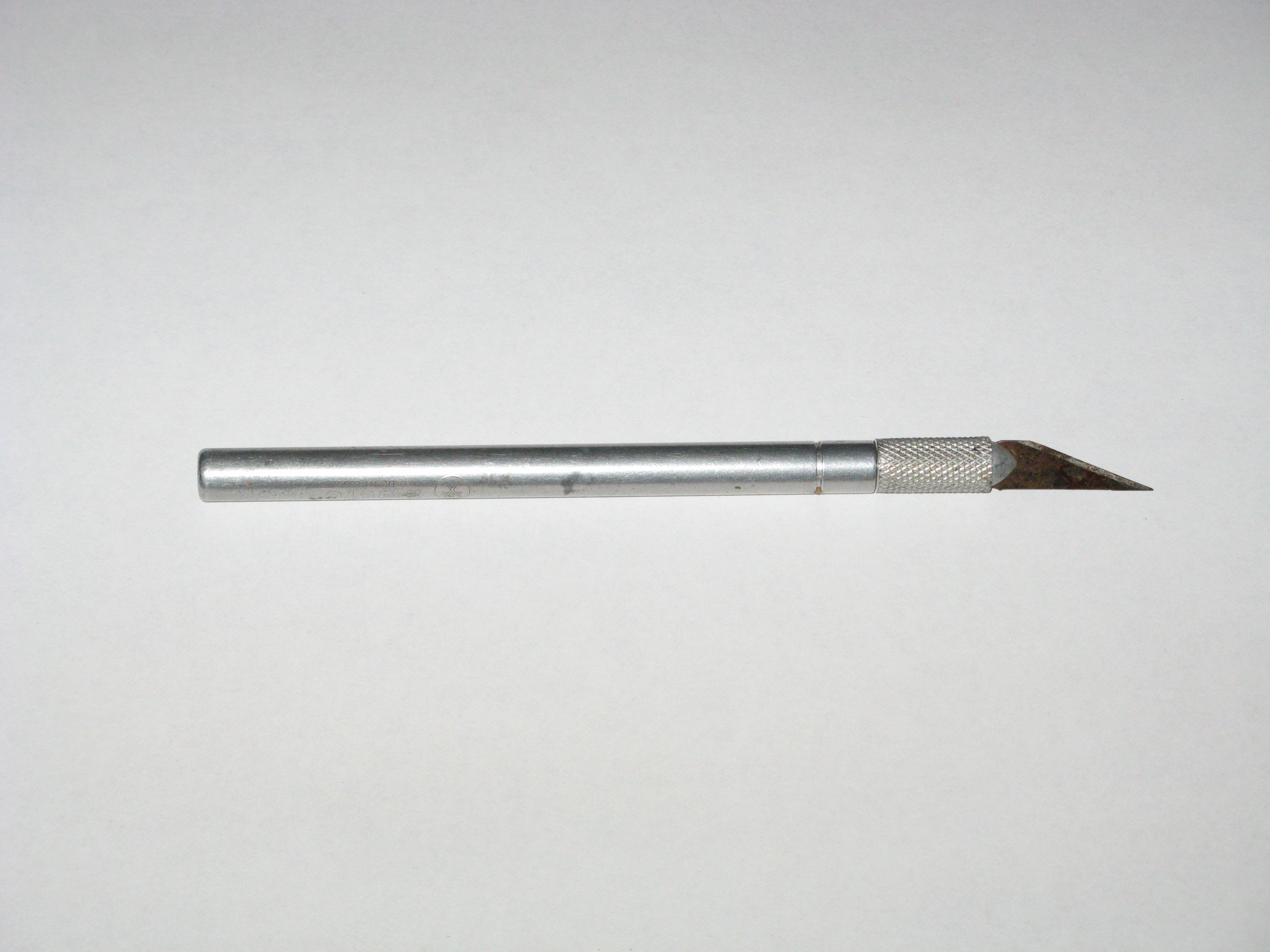
Cutter für filigrane Handschneidearbeiten

Wegen vergleichbarer Arbeiten finden Skalpelle auch bei der Herrichtung von Jagdtrophäen und Dermoplastiken Verwendung. Kräftige Klingen und Griffe werden vereinzelt auch während der Jagd für die rote Arbeit verwendet (Vorteil hohe Klingenschärfe, nachschleifen als „Einmal-Artikel“ nicht notwendig).
Skalpelle werden häufig auch für filigrane Handschneidearbeiten, wie sie z. B. in der Grafik oder dem Modellbau vorkommen, eingesetzt. Als nahe Verwandte finden sich in diesem Bereich auch spezielle Präzisions-Bastelmesser, meist mit einem zylindrischen Griffstück und ebenfalls auswechselbaren Klingen. Der Übergang zu kleineren Cuttermessern ist fließend, wobei letztere typischerweise Abbrechklingen besitzen, wodurch das Austauschen der kompletten Klinge nicht so oft notwendig ist.
Soll Schneidgut fast oder ganz durchtrennt werden hilft eine ausreichend weiche Schneidunterlage die Klinge zu schonen, insbesondere ihre empfindliche Spitze nicht abzubrechen.
Digital Cutter führen ein skalpellähnliches kleines Messer, dessen Halterung um eine vertikale Achse drehbar gelagert ist, horizontal über und durch plan oder gewölbt liegendes dünnes Material: Kunststofffolie, Papier oder Graukarton. Die Schneide steht vertikal oder oben etwas in Schneidrichtung geneigt. Durch Schleppen oder kalkuliert-motorisch wird die Klingenebene tangential zur Schneidkontur geführt.

## Geschichte
In der griechischen Jungsteinzeit (Neolithikum) fanden sich kleine Messer im Gebrauch für chirurgische Zwecke (z. B. zur Schädeltrepanation – Bohren eines Lochs in den Schädel). So blieben die Steinmesser auch später bei der rituellen Beschneidung der Ägypter und Israeliten im Gebrauch. Bereits im Codex des Hammurapi wird ein solches Steinmesser erwähnt. Darin werden Festlegungen entdeckt, die von Hammurapi erstellt wurden, wonach die Vergütung eines Arztes danach erfolgte, wie kunstgerecht er das Skalpell anwenden könne. Ebenso wird darin die Bestrafung des Arztes festgelegt bei entsprechenden Kunstfehlern mit dem Skalpell. In der römischen Zeit wurden vereinzelt noch Bronze-Skalpelle benutzt, allgemein hatte sich aber das Stahlmesser durchgesetzt. Mit dem Instrument wurden u. a. folgende Eingriffe vollzogen: Entfernung von Fremdkörpern in Haut und tiefer, Eröffnung von Abszessen, Aderlass, Blasensteinschnitt. Da die unterschiedlichen Aufgaben auch eine entsprechende Anpassung des Skalpells erforderten, entwickelte sich dieses Instrument schließlich dann zum medizinischen Instrument wie oben dargestellt.

## Klingen

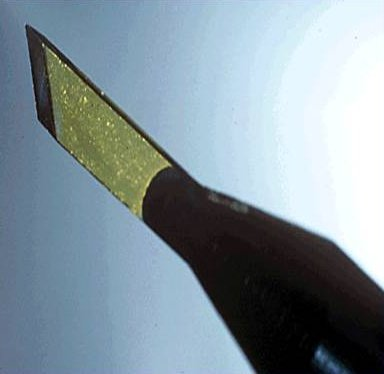
Ein Skalpell mit Diamantklinge

Es gibt Klingen in unterschiedlicher Form (Klingenfigur), Größe und Material, abhängig davon, welches Gewebe oder an welcher Stelle operiert werden soll. Als Material dienen Edelstahl, gehärteter Stahl, rostfreier Stahl, hochfester Kohlenstoffstahl, Titan, Keramik und Feuerstein. Während Operationen mit Magnetresonanztomographie sind Stahlklingen ungeeignet.
In der chirurgischen Verwendung gibt es Alternativen zum Skalpell, wie z. B. der Elektrokauter, Ultraschallmesser oder -scheren und der Einsatz eines Lasers.

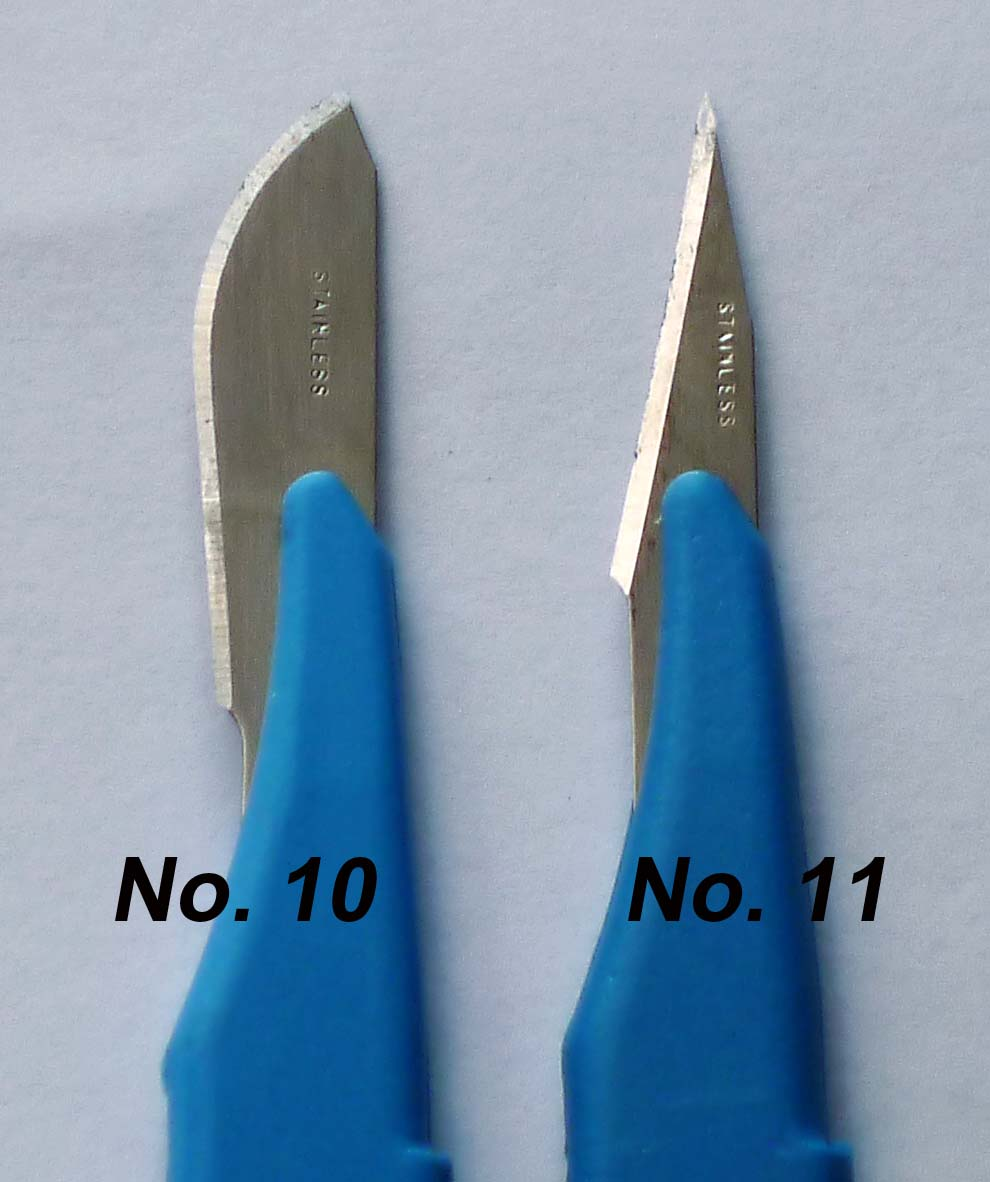
Skalpellklingen No. 10 und 11

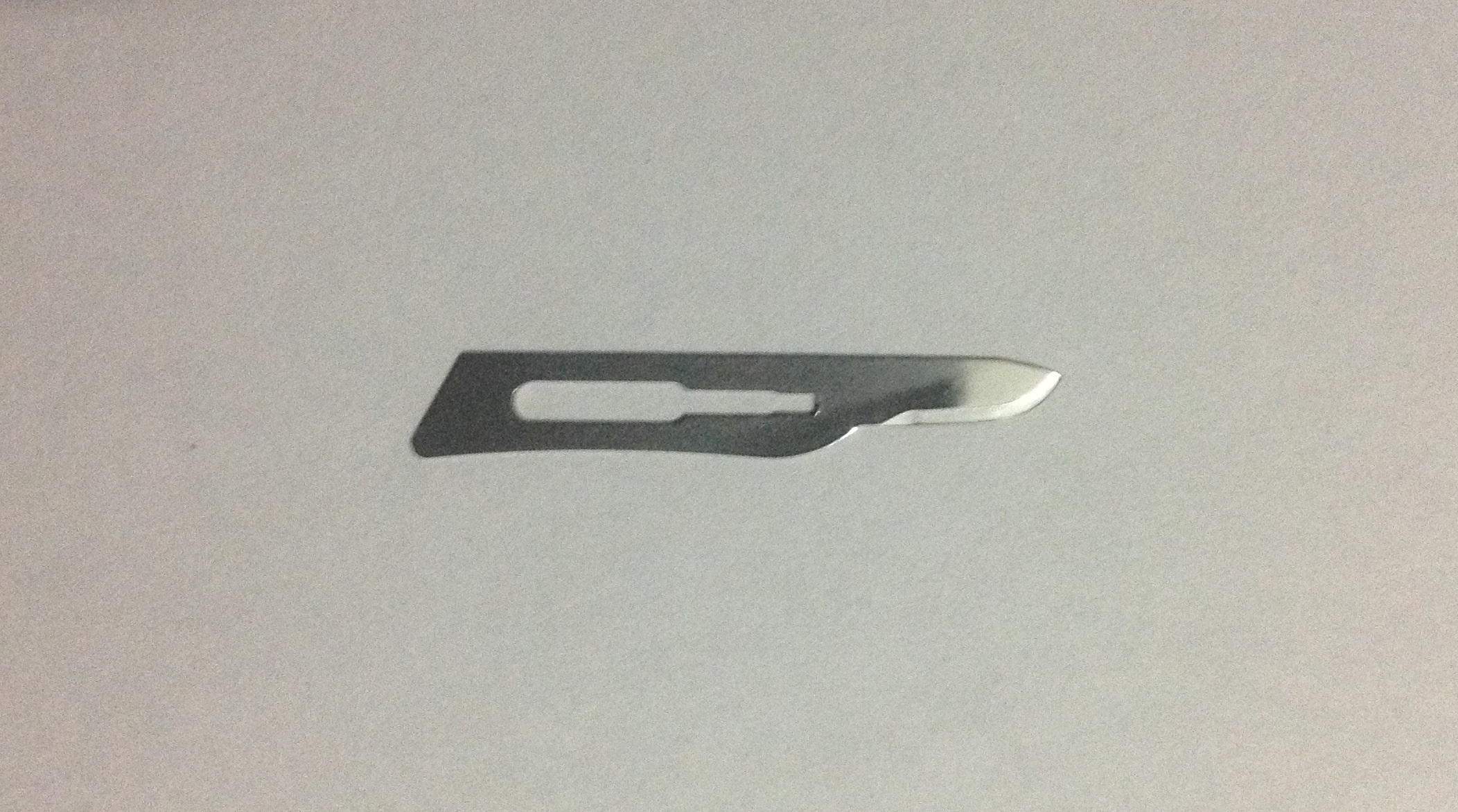
Klinge No. 15. zur Einmalverwendung für chirurgisches Skalpell

### Klingen für #3 oder #7 Griffe
Der Griff #3 ist der gebräuchlichste kleine Skalpellgriff.
Der Griff #7 ist eine sehr schlanke, längere Form für dieselben kleinen Klingen.
- No. 10: Verwendung für Schnitte durch Haut und Muskeln. Die 10-Klinge ist entlang der Schneide sowie entlang der Rückseite gewölbt.
- No. 10a: Ähnlich der 11-Klinge, aber nicht so spitz.
- No. 11: Eine lange dreieckige Klinge für schwierige Schnitte. Sie hat eine scharfe Spitze und ist entlang der längsten Seite geschärft.
- No. 12a: Eine kleine, spitze, sichelförmige Klinge, geschärft am inneren Rand.
- No. 12b: Eine kleine, spitze, sichelförmige Klinge, geschärft an beiden Seiten.
- No. 15: Eine kleine Version der #10 Klinge. (Bild)
- No. 15c: Die #15 mit rückläufigem Winkel, flacher und dünner als die #15

### Klingen für #4 Griffe
Der #4 Griff ist die gebräuchlichste Form eines größeren Skalpells. Die passenden Klingen sind ebenfalls entsprechend größer. Nachfolgend eine (unvollständige) Übersicht von bekannten Klingen:
- No. 18: Symmetrische, spitz zulaufende, geschwungene Form. Spitzerer Winkel als 23er.
- No. 20, 21, 22: Eine größere Version der #10 Klinge. Die 22er ist größer als die 21er, welche größer ist als die 20er.
- No. 23: Symmetrische, spitz zulaufende, geschwungene Form. Stumpferer Winkel als 18er.
- No. 24: breite, flache, winkelige Schneide
- No. 25: Eine gerade, der Vorderseite zugewandte Klinge mit einem flachen hinteren Teil
- No. 25a: Eine dreiseitige, gerade Klinge mit einer flachen hinteren Kante (einer #10a ähnlich, kürzer als die #26)
- No. 26: Eine dreiseitige, gerade Klinge mit einer flachen hinteren Kante (einer #15a ähnlich, kürzer als die #25a)
- No. 34: Eine, der #11 ähnliche, dreiseitige Klinge
- No. 36: Eine größere Klinge, in der allgemeinen Chirurgie verwendet, aber auch für Histologie und Histopathologie im Rahmen eines Labormilieus verwendet
- No. 60: Eine längere, der #10 ähnliche, Klinge mit einer längeren Schneidkante

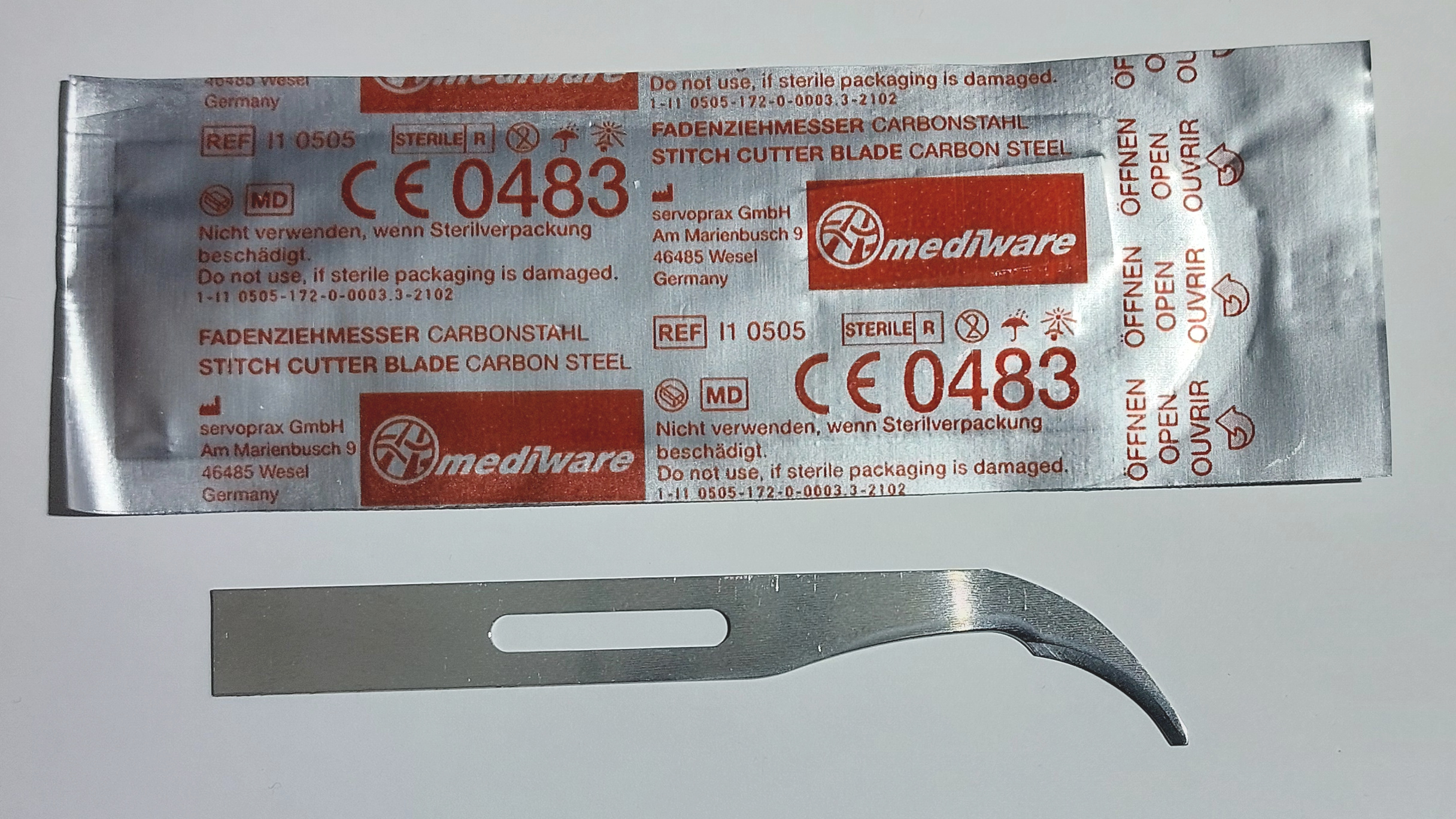
Fadenmesser

### Fadenmesser
Längere Klingen mit geradem Rücken, keilförmiger Spitze ohne Schliff und daran anschließende konkav-bogenförmige Schneide dienen zum Auftrennen von chirurgischen Nähten.

## Sicherheitsskalpell
Da sich Klinikmitarbeiter durch Stich- und Schnittverletzungen mit kontaminierten Instrumenten nicht selten infizieren, wurden die Technische Regel für Biologische Arbeitsstoffe im Gesundheitswesen und in der Wohlfahrtspflege (TRBA 250) in Bezug auf das Risiko dieser Verletzungsart 2018 neu gefasst.
Ein Sicherheitsskalpell zeichnet sich durch eine Schutzhülle aus, in der die Klinge ursprünglich verborgen ist, erst durch den Operateur ausgefahren wird und nach der Verwendung wieder in den Schutz zurückgezogen wird. Ist diese Schutzhülle teiltransparent, kann die Klingenfigur auch im gesicherten Zustand erkannt werden. Ein so ausgestattetes Sicherheitsskalpell reduziert das Verletzungsrisiko beim Anreichen, Abnehmen und Entsorgen.
Sicherheitsskalpelle sind nun u. a. bei Patienten mit nachweislicher Hochrisiko-Infektion, mit Fremdgefährdungspotential, bei Behandlung im Strafvollzug, im Rettungswesen, der Notfallchirurgie zu verwenden.